# 14.º Troféu HQ Mix
O 14º Troféu HQ Mix, referente aos lançamentos de quadrinhos de 2001, teve seu resultado divulgado em setembro de 2002. A premiação ocorreu em 11 de dezembro, no Theatro São Pedro, em São Paulo. O prêmio foi apresentado por Serginho Groisman. O troféu (que homenageia um autor diferente a cada ano) representava o personagem Capitão (da tira Piratas do Tietê, criada por Laerte) e foi confeccionado pelos artistas plásticos Olintho Tahara e Anália Tahara. Antes do evento, foi exibido o curta metragem O Gralha. Também houve a apresentação da dupla de comediantes Comida dos Astros e o sorteio de 20 cópias de Pindorama - a outra história do Brasil, vencedora da categoria melhor minissérie nacional.

## Prêmios
| Categoria                            | Vencedor |
| Desenhista nacional                  | Lourenço Mutarelli |
| Desenhista estrangeiro               | Ivo Milazzo |
| Roteirista nacional                  | Wellington Srbek |
| Roteirista estrangeiro               | Giancarlo Berardi |
| Desenhista revelação                 | Samuel Casal |
| Chargista                            | Angeli |
| Caricaturista                        | Baptistão |
| Cartunista                           | Laerte |
| Ilustrador                           | Orlando |
| Colorista                            | André Vazzios |
| Grande mestre                        | Gedeone Malagola |
| Revista infantil                     | Mico Legal (Sergio Morettini / Editora Escala)                                                                                 |
| Revista de humor                     | Mad (vários autores / Mythos Editora)                                                                                          |
| Revista mix                          | Front (vários autores / Via Lettera)                                                                                           |
| Revista de aventura e ação           | 100 Balas (Brian Azzarello e Eduardo Risso / Opera Graphica)                                                                   |
| Graphic novel nacional               | Estórias Gerais (Wellington Srbek e Flavio Colin / Conrad)                                                                     |
| Graphic novel estrangeira            | Gorazde - área de segurança (Joe Sacco / Conrad)                                                                               |
| Minissérie nacional                  | Pindorama - a outra história do Brasil (Lailson de Holanda Cavalcanti / Diario de Pernambuco)                                  |
| Minissérie estrangeira               | As aventuras da Liga Extraordinária (Alan Moore e Kevin O'Neill / Pandora)                                                     |
| Revista seriada                      | Holy Avenger (Marcelo Cassaro e Érica Awano / Trama)                                                                           |
| Revista sobre HQ                     | Herói.com.br (Conrad) |
| Edição especial                      | Saino a percurá (Lelis / independente)                                                                                         |
| Revista independente                 | Ragú (Lin e Mascaro, editores)                                                                                                 |
| Álbum de humor                       | Classificados (Laerte / Devir)                                                                                                 |
| Álbum de ficção                      | O Gralha (vários autores / Via Lettera)                                                                                        |
| Álbum de aventura                    | A soma de tudo (Lourenço Mutarelli / Devir)                                                                                    |
| Álbum infantil                       | Turma do Xaxado (Antonio Cedraz / independente)                                                                                |
| Álbum de clássico                    | Príncipe Valente XVI - Uma Nova Era (Hal Foster / Opera Graphica)                                                              |
| Álbum de terror                      | No reino do terror (R. F. Lucchetti / Opera Graphica)                                                                          |
| Livro de charges                     | Se arrependimento matasse (Nani / Veloc)                                                                                       |
| Livro de caricaturas                 | O poder sem pudor (Cláudio Humberto e Osvaldo Pavanelli / Geração)                                                             |
| Livro de cartum                      | Risco de 7 cabeças - o melhor do cartum paraense (vários autores / MGM)                                                        |
| Livro teórico                        | Quadrinhos, sedução e paixão (Moacy Cirne / Editora Vozes)                                                                     |
| Projeto gráfico                      | Fábrica de Quadrinhos (vários autores / Devir)                                                                                 |
| Projeto editorial                    | Front (vários autores / Via Lettera)                                                                                           |
| Pesquisa                             | Uma história do Brasil através da caricatura: 1840-2001 (Renato Lemos, organizador / editoras Bom Texto e Letras & Expressões) |
| Álbum de figurinhas                  | Harry Potter (editora Panini)                                                                                                  |
| Tira nacional                        | Níquel Náusea (Fernando Gonsales)                                                                                              |
| Tira estrangeira                     | Calvin (Bill Watterson) |
| Desenho animado curta                | For the birds (Pixar) |
| Desenho animado longa                | Shrek (DreamWorks) |
| Desenho animado para TV              | Bob Esponja Calça Quadrada (Nickelodeon)                                                                                       |
| Exposição                            | História em Quadrões (Mauricio de Sousa)                                                                                       |
| Salão                                | 28º Salão Internacional de Piracicaba                                                                                          |
| Adaptação para outro veículo         | Gorillaz |
| Site sobre HQ                        | Universo HQ |
| Site de HQ                           | Nona Arte |
| Personagem destaque                  | Ken Parker |
|                                      | Diomedes (A Soma de Tudo, de Lourenço Mutarelli)                                                                               |
| Valorização da HQ                    | História em Quadrões (Mauricio de Sousa)                                                                                       |
| Editora do ano                       | Conrad |
| Homenagem especial                   | Flávio Colin |
| Jornalista especializado no segmento | Sidney Gusman |
| Grande contribuição do ano           | Paulo Caruso, pela restauração do mural de Ziraldo no Canecão, no Rio de Janeiro                                               |
| Fanzine                              | Manicomics (JJ Marreiro, editor)                                                                                               |
| Livro infantil                       | Nós e os bichos (Cárcamo) |